# Acontia coquillettii
Acontia coquillettii är en fjärilsart som beskrevs av Smith 1800. Acontia coquillettii ingår i släktet Acontia och familjen nattflyn. Inga underarter finns listade i Catalogue of Life.